# Disorgasmia
La disorgasmia  è definito come un orgasmo doloroso, ma senza precedente dolore durante il sesso. Il dolore si manifesta spesso con una sensazione di crampi al bacino, ai glutei o all'addome. La durata del dolore può durare da pochi secondi a pochi minuti fino a diverse ore.
La condizione può essere avvertita durante o dopo l'orgasmo, a volte fino a diverse ore dopo l'orgasmo. Sia gli uomini che le donne possono provare dolore orgasmico. 
Il termine è talvolta usato in modo intercambiabile con eiaculazione dolorosa quando sperimentato da un uomo, ma il dolore eiaculatorio è solo un sottotipo di disorgasmia maschile poiché gli uomini possono provare dolore senza eiaculare. 
La disorgasmia può essere un effetto collaterale di interventi chirurgici come prostatectomia. 